# Káto Asítes
Káto Asítes, en grec moderne : Κάτω Ασίτες, est un village du dème de Héraklion, dans le district régional de Héraklion, de la Crète, en Grèce. Selon le recensement de 2011, la population de Káto Asítes compte 1 076 habitants.
Le village est situé à une altitude de 450 mètres et à une distance de 24 km de Héraklion.